# Kawasaki ZRX
La série Kawasaki ZRX désigne une gamme de gros roadsters commercialisés par Kawasaki. Ceux-ci bénéficient du style rétro et épuré ainsi que du caractère moteur des motos des années 1980.

## ZRX 1100/N/R

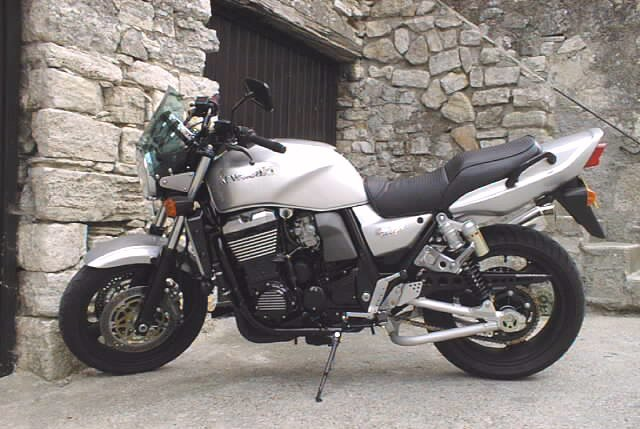
ZRX 1100N. Le bras oscillant tubulaire est caractéristique ; un saute-vent a été ajouté.

La Kawasaki ZRX 1100 est présentée en 1997 et remplace la Zéphyr 1100. Le bloc-moteur 4 cylindres de 1 052 cm3 est dérivé de la ZZR 1100 mais équipé d'une culasse à admission classique (admission d'air forcé supprimée).

Elle fait appel à des solutions classiques (carburateurs, cadre double berceau, amortisseurs latéraux, boîte de vitesses à 5 rapports) et modernes (étriers avant à 6 pistons, bras oscillant tubulaire, commande d'embrayage hydraulique, tension de chaîne par système à excentrique). Sa particularité est d'offrir un vaste bac sous la selle, idéal pour y placer un antivol et un vêtement de pluie.

La 1100 est déclinée en deux versions : la standard appelée N (naked) sans saute-vent et seulement peinture unie, et la R (apparue en 1998) à peinture « Eddie Lawson Replica » vert/bleu/blanc vêtue d'un simple carénage tête de fourche à phare carré.

Les 1100 resteront au catalogue jusqu'en 2001.

## ZRX 1200/N/R/S

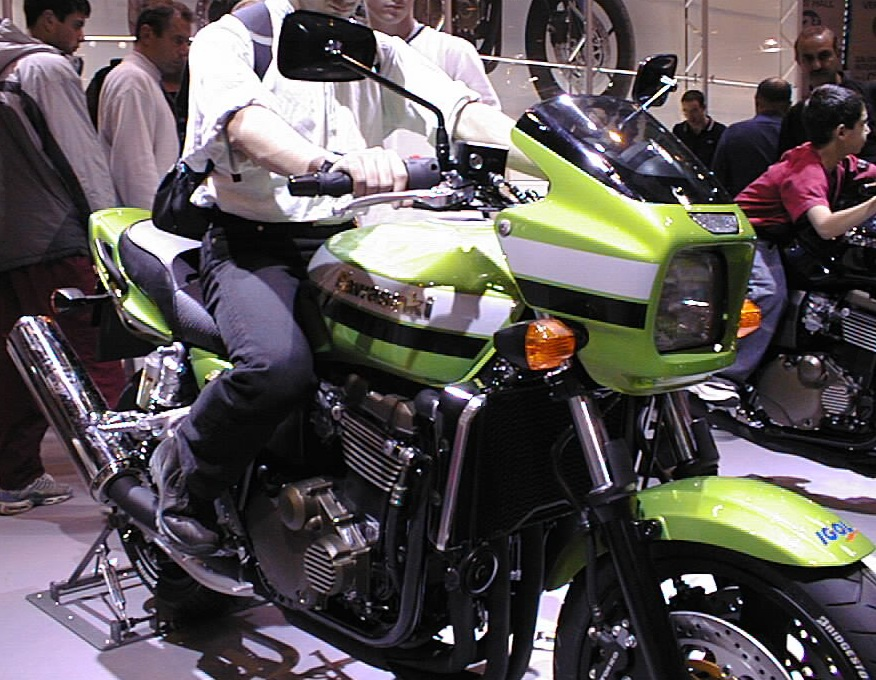
ZRX 1200R.

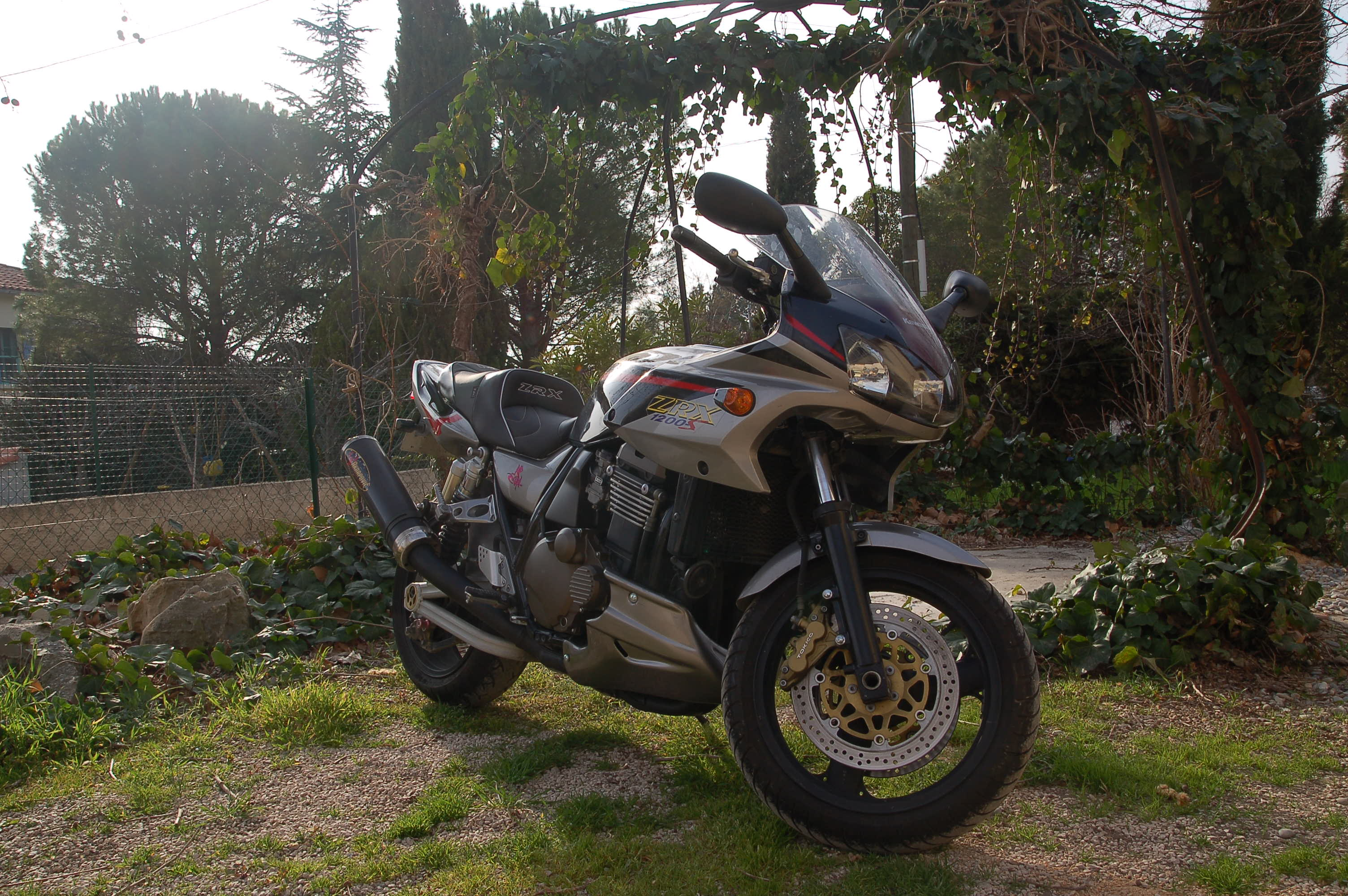
ZRX 1200S. La selle est personnalisée ; un sabot a été ajouté.

La ZRX 1200 est sortie en 2000. La cylindrée est portée à 1 164 cm3, apportant un gain de puissance et surtout de couple.

De nombreuses améliorations sont apportées (cadre et bras oscillant renforcés, pneu arrière plus large, pot d’échappement en acier inoxydable, etc.).

La gamme s'enrichit d'une version S pourvue d'un tête de fourche moderne à deux phares. Cette version offre de bonnes aptitudes routières. De nouveaux coloris apparaissent.

La version N quitte le catalogue en 2005, suivie un an plus tard par les deux autres versions.
La remplaçante des ZRX, la Z 1000 (2003), est alimentée par injection et dispose d’une partie-cycle plus moderne.